# Січкі
Січкі (пол. Siczki) — село в Польщі, у гміні Єдльня-Летнісько Радомського повіту Мазовецького воєводства.
Населення — 302 особи (2011).

## Демографія
Демографічна структура станом на 31 березня 2011 року:
|          | Загалом | Допрацездатний вік | Працездатний вік | Постпрацездатний вік |
| -------- | ------- | ------------------ | ---------------- | -------------------- |
| Чоловіки | 141     | 33                 | 100              | 8                    |
| Жінки    | 161     | 39                 | 101              | 21                   |
| Разом    | 302     | 72                 | 201              | 29                   |